# خواكين نافارو (لاعب كرة قدم)
خواكين نافارو بيرونا (2 أغسطس 1921 - 5 نوفمبر 2002) لاعب كرة القدم إسباني محترف لعب المدافع.

## المسيرة الكروية
ولد خواكين في جافا، برشلونة، كاتالونيا، وانتقل إلى نادي برشلونة المحلي وعمالقة الدوري الإسباني في عام 1941، قادمًا من نادي مسقط رأسه سي إف جافا. في موسمه الوحيد في كامب نو فاز بكأس الملك، لكنه ظهر بشكل نادر في الدوري رغم تسجيله ثلاثة أهداف.
وبعد ذلك، انضم خواكين إلى نادي سي إي ساباديل إف سي المجاور في دوري الدرجة الثانية، وصعد إلى دوري الدرجة الأولى في عامه الأول. في المواسم الستة التالية عانى من الهبوط مرتين في الدوري الممتاز مع النادي، وسجل أفضل رقم في مسيرته بخمسة أهداف في 21 مباراة في موسم 1947-1948 حيث احتل فريق أرليكويناتس المركز الثاني عشر، وتجنب بصعوبة الهبوط مرة أخرى.
في صيف عام 1949، وقع خواكين عقدًا مع ريال مدريد، ولعب 21 مباراة (هدف واحد) في موسمه الأول. خلال فترة الثماني سنوات التي قضاها مع الميرينجي، شارك في 272 مباراة رسمية وفاز بخمسة ألقاب رئيسية، بما في ذلك ثلاثة دوريات ونسخة 1955-1956 من كأس أوروبا، مساهمًا بثلاثة ظهورات في المسابقة الأخيرة.
اعتزل خواكين في عام 1957 عن عمر يناهز 36 عامًا، بعد أن شارك في 288 مباراة على أعلى مستوى على مدار 14 موسمًا. توفي في 6 نوفمبر 2002 في بارباسترو، أراغون، عن عمر يناهز 81 عامًا.

## المسيرة الدولية
لعب خواكين خمس مباريات مع المنتخب الإسباني، خلال أقل من عام بقليل. لعب أول مباراة له في 7 ديسمبر 1952 في مباراة ودية خسرها المنتخب الأرجنتيني 0-1 في مدريد.
بالإضافة إلى ذلك، كان خواكين أول لاعب إسباني يتم اختياره ضمن تشكيلة العالم الحادية عشرة للاتحاد الدولي لكرة القدم، حيث ظهر في مباراة انتهت بالتعادل 4-4 ضد إنجلترا في ويمبلي في 21 أكتوبر 1953، ولُقب لاحقًا بـ "إل فيفو".

## الحياة الشخصية
وكان شقيق خواكين الأصغر، ألفونسو (من مواليد 8 أبريل 1929)، لاعب كرة قدم أيضًا. مهاجم، لعب أيضًا لصالح برشلونة (1946-1950، 1954-1956) وريال مدريد (1950-1951)، كما مثل ريال بلد الوليد وأوساسونا ونادي كوندال في مسيرة احترافية استمرت 11 عامًا.
توفي خواكين الثاني في 10 أغسطس 1969 عن عمر يناهز 40 عامًا بعد مرض طويل.

## الأوسمة
برشلونة
- كأس الجنرال : 1942

ساباديل
- الدرجة الثانية : 1945–46

ريال مدريد
- الدوري الإسباني : 1953–54، 1954–55، 1956–57
- كأس أوروبا : 1955–56
- كأس اللاتينية : 1955

## روابط خارجية
- خواكين نافارو على BDFutbol
- Real Madrid biography على موقع واي باك مشين (نسخة محفوظة 2012-03-25) (بالإسبانية)
- Madridista stats (بالمجرية)
- خواكين نافارو على فرق كرة القدم الوطنية.كوم
- خواكين نافارو في موقع كرة القدم العالمية.نت